# Neuromuscular Disorders
Neuromuscular Disorders es una revista médica sobre enfermedades neuromusculares en inglés. Las contribuciones pasan por un proceso de revisión por pares. Se publican tanto artículos originales como artículos de revisión. La revista se publica desde 1991 y aparece mensualmente. También hay una edición en línea.
Neuromuscular Disorders es la revista oficial de la World Muscle Society, una organización científica internacional comprometida con la difusión del conocimiento y el avance en el campo de los trastornos neuromusculares.